# Prêmio Saruhashi
O Prêmio Saruhashi (猿橋賞) é um prêmio anual concedido a uma pesquisadora  japonesa na área de ciências naturais. O prêmio reconhece realizações na área de pesquisa bem como a orientação a outras mulheres cientistas.
A geoquímica Katsuko Saruhashi aposentou-se da função de diretora do Laboratório de Pesquisa de Geoquímica em 1980. Seus colegas de trabalho doaram 5 milhões de ienes e ela usou o dinheiro para estabelecer a Associação para o Futuro Brilhante de Mulheres Cientistas em 1980. A associação distribui anualmente um prêmio de 300.000 ienes. Apenas podem concorrer cientistas com menos de 50 anos.
O livro My Life: Twenty Japanese Women Scientists, editado por Yoshihide Kozai, inclui ensaios de vinte laureadas do Prêmio Saruhashi.

## Laureadas
| Nome                 | Instituição                                                    | Ano  |
| -------------------- | -------------------------------------------------------------- | ---- |
| Tomoko Ohta          | Instituto Nacional de Genética                                 | 1981 |
| Yamada, Haruka       | Universidade Kwansei Gakuin                                    | 1982 |
| Osumi, Masako        | Universidade de Mulheres do Japão                              | 1983 |
| Yonezawa, Fumiko     | Universidade Keio                                              | 1984 |
| Yasugi, Mariko       | Universidade de Tsukuba                                        | 1985 |
| Souma, Yoshie        | Instituto Nacional de Ciência e Tecnologia Industrial Avançada | 1986 |
| Oono, Izumi          | Instituto Tecnológico de Tóquio                                | 1987 |
| Chikako Sato         | Aichi Cancer Center Research Institute                         | 1988 |
| Mizuho Ishida        | Agência Japonesa para a Ciência e Tecnologia                   | 1989 |
| Mihoko Takahashi     | Universidade de Tsukuba                                        | 1990 |
| Miwako Mori          | Universidade de Hokkaido                                       | 1991 |
| Takako Kato (ja)     | National Institute for Fusion Science                          | 1992 |
| Reiko Kuroda         | Universidade de Tóquio                                         | 1993 |
| Hiroko Shirai        | Universidade Okayama                                           | 1994 |
| Shihoko Ishii (ja)   | Instituto Tecnológico de Tóquio                                | 1995 |
| Maki Kawai           | RIKEN                                                          | 1996 |
| Tetsuko Takabe (ja)  | Universidade de Nagoya                                         | 1997 |
| Keiko Nishikawa      | Universidade de Chiba                                          | 1998 |
| Sumiko Mochida       | Tokyo Medical University                                       | 1999 |
| Tomoko Nakanishi     | Universidade de Tóquio                                         | 2000 |
| Hiroko Nagahara      | Universidade de Tóquio                                         | 2001 |
| Chikako Shingyoji    | Universidade de Tóquio                                         | 2002 |
| Kiyoko Fukami        | Universidade de Tóquio                                         | 2003 |
| Haruyo Koiso         | KEK                                                            | 2004 |
| Motoko Kotani        | Universidade de Tohoku                                         | 2005 |
| Ikue Mori            | Universidade de Nagoya                                         | 2006 |
| Yukari Takayabu      | Universidade de Tóquio                                         | 2007 |
| Kyoko Nozaki         | Universidade de Tóquio                                         | 2008 |
| Mikiko C. Siomi (ja) | Universidade Keio                                              | 2009 |
| Yoshiko Takahashi    | Nara Institute of Science and Technology                       | 2010 |
| Noriko Mizoguchi     | Universidade de Tóqui Gakugei                                  | 2011 |
| Ayako Abe            | Universidade de Tóquio                                         | 2012 |
| Emiko Hiyama (ja)    | RIKEN                                                          | 2013 |
| Emi Hifumi           |                                                                | 2014 |
| Keiko Torii (ja)     | Universidade de Nagoya                                         | 2015 |
| Tamaki Sato (ja)     | Astronomy and Earth Sciences, Tokyo Gakugei University         | 2016 |
| Aya Ishihara (ja)    | Universidade de Chiba                                          | 2017 |